# Florenc
Florenc ist ein Stadtviertel in Prag (Tschechien), an der Grenze zwischen der Neustadt und Karlín, unweit der Moldau.  Da es sich um keinen Verwaltungsbezirk oder amtlichen Stadtteil handelt, sind die Grenzen nicht exakt definiert.

## Name und Entstehung
Der Ortsname lässt sich bis in das 15. Jahrhundert belegen.  Vermutlich geht er darauf zurück, dass florentinische Arbeiter hier siedelten, die unter Karl IV. bei der Errichtung der Prager Neustadt ab 1348 gebraucht wurden. Nach ihnen wurde die Straße Na Florenci benannt, und nach dieser wiederum das Viertel.

## Weitere Geschichte
Während der industriellen Revolution, als die ersten Fabriken in Karlín entstanden, fuhren die Arbeiter aus der Neustadt und der Altstadt über Florenc zur Arbeit. Anfang des 20. Jahrhunderts wurde in Pankrác die erste Straßenbahn Prags in Betrieb genommen. Große Bedeutung für das Stadtviertel hatte auch die Eisenbahn – ab 1845 bis Ende des 20. Jahrhunderts war Florenc über den Nordwestbahnhof an das Eisenbahnnetz angeschlossen, andere Eisenbahnlinien führten über das Negrelliviadukt nach Nordböhmen. 1974 wurde Florenc an die Metro angeschlossen. 1976 ging die Nordsüdliche Stadtautobahn (Severojižní magistrála) einschließlich einer Brücke über dem Stadtviertel in Betrieb. Beim Jahrhunderthochwasser 2002 kam es zur Überschwemmung des gesamten Stadtviertels einschließlich der U-Bahn. 

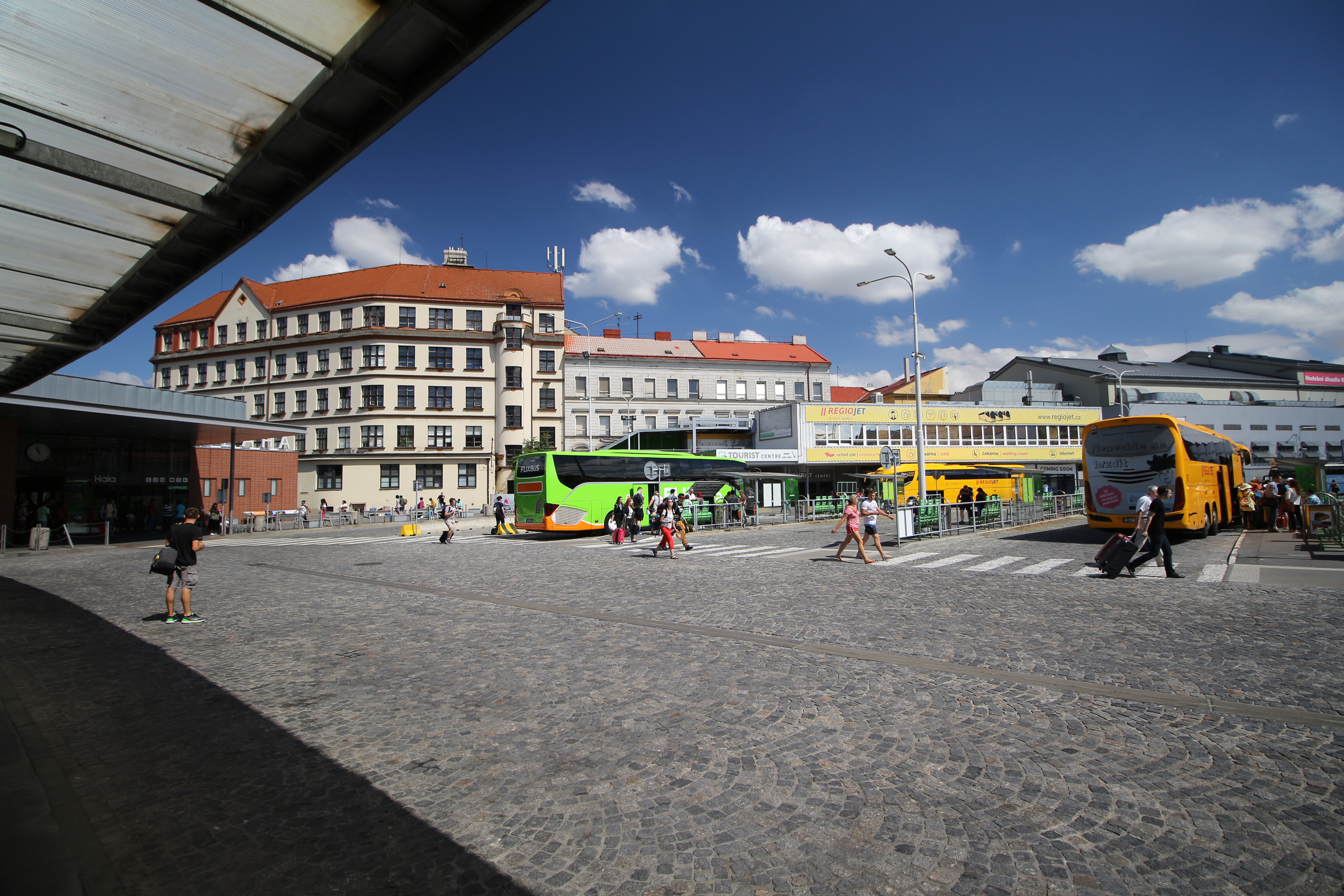
Der zentrale Prager Busbahnhof Florenc

Heute ist Florenc ein wichtiger Verkehrsknotenpunkt sowohl für den privaten wie auch öffentlichen Nahverkehr. In Florenc befinden sich der U-Bahnhof Florenc und der Zentrale Prager Busbahnhof (Ústřední autobusové nádraží Florenc).

## Film
Nach dem Stadtviertel wurde auch der tschechoslowakische Film Florenc 13:30 (1957, Regie: Josef Mach) benannt.

## Bedeutende Bauten
- Nordsüdliche Stadtautobahn (Severojižní magistrála)
- Hotel Hilton
- Busbahnhof Florenc
- Danube House (Architekt: Sheldon Fox)
- Museum der Hauptstadt Prag (Muzeum hlavního města Prahy) mit dem einzigartigen Langweil-Modell